# Ямайський долар
Ямайський долар (англ. Jamaican dollar) — національна валюта Ямайки. Складається з 100 центів.
Ямайский долар використовувався як офіційна валюта на Кайманових островах до введення там в 1972 р. власної валюти долара Кайманових островів . В обігу знаходяться  купюри вартістю  в 50, 100, 500, 1000 і 5000 доларів, а також монети номіналом в 1, 5, 10 і 20 доларів.

## Історія
До 1840 нарівні з британським фунтом і монетами місцевих випусків, використовувались і монети Іспанії. З 1840 до 1969 грошовою одиницею був ямайський фунт. Крім того, з 1955 по 1964 використовувалися долари Вест-Індії.
Ямайський долар також був використовуваний у Тринідаді і Тобаго та на Кайманових островах до 1972 року, перед тим, як були прийняті їхні власні валюти - долар Тринідаду і Тобаго та долар Кайманових островів.

## Монети та банкноти

### Монети

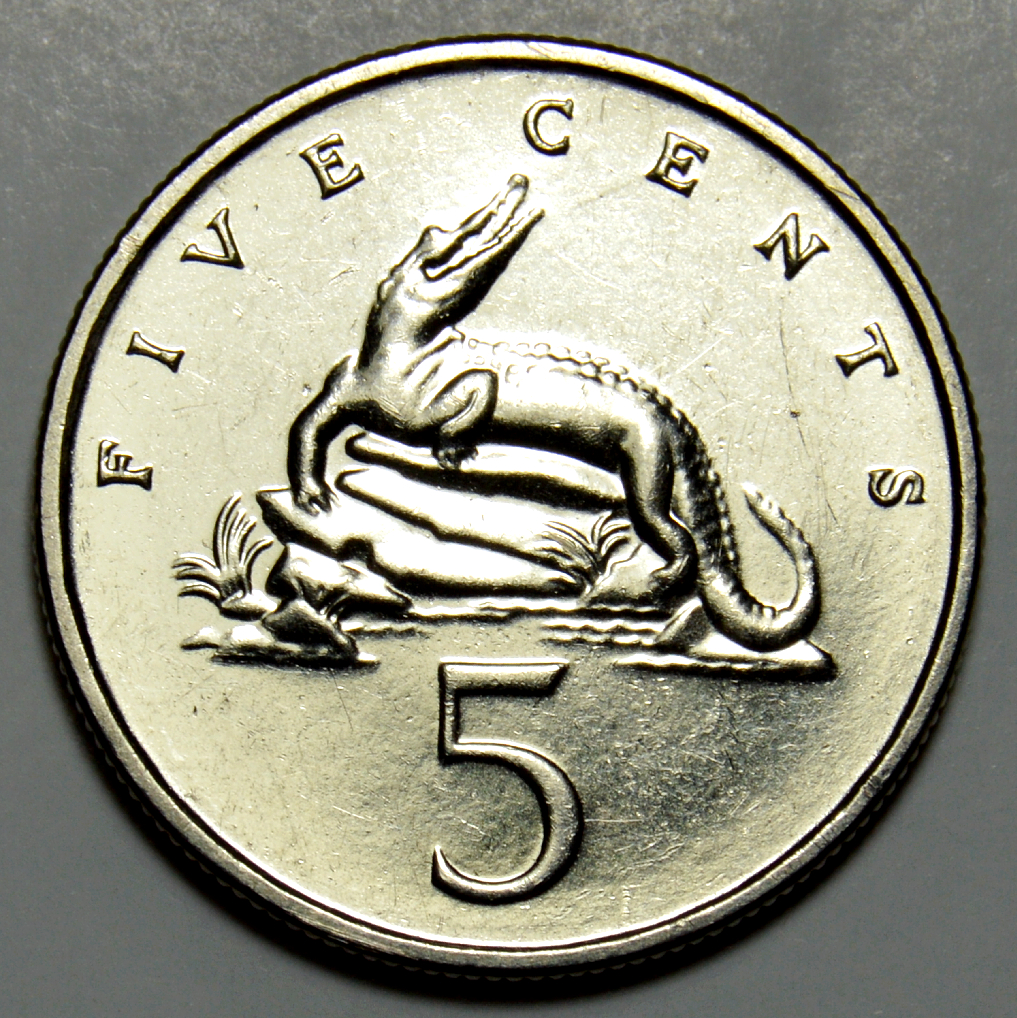
Монета 5 ямайських центів

Після запровадження ямайського долара були випущені монети номіналом 1, 5, 10, 20 і 25 центів, які за розміром (за винятком монети номіналом 1 цент) відповідали монетам, які вони замінили, а саме: 1 пенні, 2 пенси, 6 пенсів, 1 шилінг, 2 шилінги і 2 шилінги 6 пенсів, відповідно. З 1976 по 1989 рік також випускалася монета номіналом 50 центів у формі декагона з портретом Маркуса Гарві.
Згодом були викарбувані додаткові монети номіналом 1 долар (у 1990 році), 5 доларів (у 1994 році), 10 доларів (1999 рік) і 20 доларів (2000 рік).

### Банкноти
На момент запровадження банкноти існували номіналами 50 центів (еквівалент 5 шилінгів), 1 долар (10 шилінгів), 2 долари (1 фунт стерлінгів) і 10 доларів (5 фунтів стерлінгів).
5-доларова банкнота була введена в обіг у 1970 році, а 20-доларова - у 1976 році, коли 50-центову банкноту замінили на монету. Купюри номіналом 100 доларів (1986) і 50 доларів (1988) були послідовно введені до вилучення купюри номіналом 2 долари в 1989 році, а купюри номіналом 1 долар (1990), 5 доларів (1994), 10 доларів (1999) і 20 доларів (2000), у свою чергу, були замінені на монети. У той же час були надруковані додаткові банкноти номіналом 500 доларів (у 1990 році) і 1000 доларів (у 2000 році).
Після оголошення Міністра фінансів та державної служби, доктора Найджела Кларка в Парламенті 8 березня 2022 року, Банк Ямайки представив нову серію ямайських полімерних банкнот. Ця нова серія складається з шести номіналів, враховуючи введення в обіг банкноти номіналом 2000 доларів. Ці нові банкноти будуть доступні для населення в останньому кварталі 2022 року і з часом замінять поточну серію банкнот, які використовуються для здійснення щоденних транзакцій. 
1. ↑  Team, Editorial (11 березня 2022). The New Series of Jamaican Banknotes » Bank of Jamaica. Bank of Jamaica (брит.). Процитовано 7 серпня 2023.